# Zuhanóbombázó

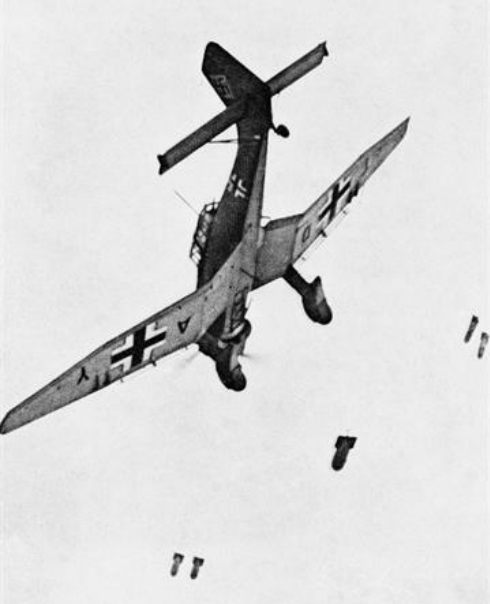
Junkers Ju 87B Stuka bombázó és elengedett bombái

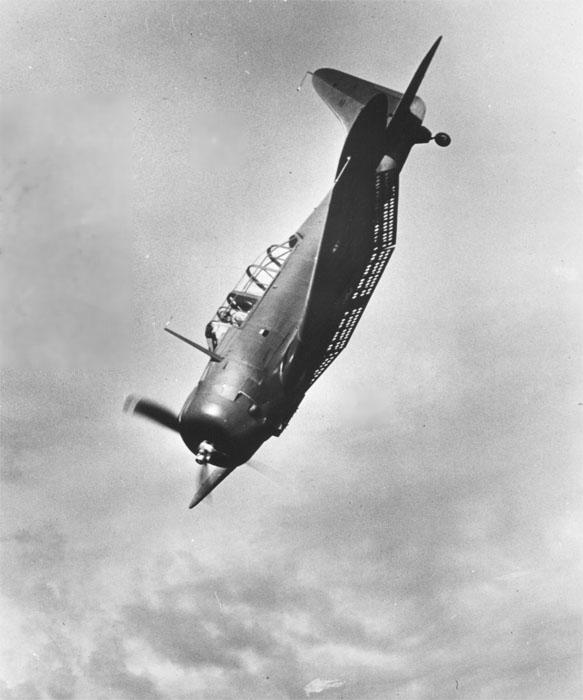
A Douglas A-24 zuhanóbombázó, kiengedett fékszárnyakkal

A zuhanóbombázó olyan bombázórepülő, amely zuhanórepülésben támadja célpontját, amivel nagy találati pontosságot tud elérni. A manőver által a bomba rövidebb utat tesz meg céljáig, nagyobb sebességgel; a fegyver útja kiszámíthatóbb, a gravitáció és  a légellenállás eltérítő hatása kevésbé érvényesül. Összefoglalva, a zuhanóbombázó kis célpontokat is viszonylag pontosan támadhat.
A pilótának nagy tapasztalattal kell rendelkeznie a művelet végrehajtásához, mivel nehezen kiszámítható a repülési pálya alsó pontja, ahol már egyenesbe, illetve attól felfelé kell kormányozni a gépet. Továbbá a géppel szemben nagy igénybevételt jelent az alsó forduló végrehajtása. Kezdetben, amikor még kevés volt a tapasztalat, a gyengébb konstrukciójú repülőgépek szárnya a túlterhelés miatt leszakadhatott.

## Létrejötte
Az első próbálkozásokat zuhanóbombázásra az első világháborúban, 1917-ben és 1918-ban hajtották végre a brit légierő pilótái, de akkoriban még a gépek túl törékenyek voltak, és nem bírták ki a magas terhelést, ami a bombakioldás után, a gép felhúzásakor jelentkezik. Ennek ellenére, pár évvel később az amerikai tengerészgyalogság már használta a módszert Haitin és Nicaraguában.
A gépek fizikai és repülési terhelhetőségének fejlődésével a kezdeti akadályok elhárultak. Az 1930-as évekre kifejezetten értékes technikának tartották, különösen, ha olyan célpontot kellett támadni, amelyet más bombázógépekkel nehéz volt eltalálni, mint például a hajók. Az első hadrendbe állított gép az amerikai haditengerészet Curtiss F8C Helldiver gépe volt.
Ugyanebben az időszakban Ernst Udet, német pilóta és repülőgép-tervező az Egyesült Államokban járva felismerte a technológiában rejlő lehetőségeket. Megvásárolt négy Curtiss F8C gépet, és Németországba szállította őket. A Luftwaffe érdeklődött az újdonság taktikai célú felhasználása iránt. Ez egy új gép, a Ju 87 megjelenéséhez vezetett.
A Stuka korának legfejlettebb zuhanóbombázója volt. Németország rendkívül hatékonyan alkalmazta, mint "légi tüzérséget", megerősített, beásott célpontok elleni támadásra. Erre a célra egyébként hagyományos, lassan mozgó tüzérséget kellett alkalmazni. A villámháborús taktikának a gyorsan mozgó repülőgépek jobban megfeleltek. A gép a második világháború elején, a lengyel és francia hadjáratokban nagyon hasznosnak bizonyult, de a fejlődés hamar túllépett rajta. A szovjet oldalon a Pe–2 zuhanóbombázót alkalmazták nagy számban.

## Felhasználásuk a II. világháborúban
A Csendes-óceáni hadszíntéren az amerikaiak és a japánok is használtak zuhanóbombázókat, ugyanabból a célból: hajók elleni támadásra. A japánok a háborút az Aichi D3A típussal kezdték meg, de a Stukához hasonlóan ez a gép is hamar elavultnak számított. Utódja, a Yokosuka D4Y Suisei viszont csak akkor jelent meg, amikor a japán ipar már nem volt képes megfelelő mennyiségben előállítani. Az amerikaiak a Douglas SBD Dauntless zuhanóbombázóval léptek be a háborúba, amely teljesítményben a japán D3A típushoz volt hasonló; ezt később a Curtiss SB2C Helldiver váltotta fel. Mindkettőt óriási mennyiségben gyártották.
Különös módon a britek, a technika kifejlesztői, voltak azok a nagy hadviselő felek közül, akik nem alkalmaztak zuhanóbombázókat. A brit haditengerészet ugyan próbálkozott egy zuhanóbombázó kifejlesztésével, de ez végül meghiúsult.

## Utóélete
A háború után a zuhanóbombázó hamar eltűnt. Egyrészt a repülőgépek sebessége annyira megnőtt, hogy a célra zuhanás a nagyobb sebesség eléréséért feleslegessé vált. Másfelől a fejlettebb célzórendszerek kifejlesztésével kevésbé meredek szögből is jó találati pontosságot lehetett elérni. A mai intelligens fegyverek pedig végképp szükségtelenné teszik a zuhanóbombázást. A bomba nagy magasságból és távolságból kioldható, és önmagát vezeti a célra, lézervezérléssel, vagy GPS adatok alapján.

## Fordítás
- Ez a szócikk részben vagy egészben  a   Dive bomber című angol Wikipédia-szócikk fordításán alapul.  Az eredeti cikk szerkesztőit annak laptörténete sorolja fel. Ez a jelzés csupán a megfogalmazás eredetét és a szerzői jogokat jelzi, nem szolgál a cikkben szereplő információk forrásmegjelöléseként.